# Adventures of Lolo
Pour les articles homonymes, voir Lolo.
Cet article concerne la version occidentale de Adventures of Lolo. Pour obtenir des informations sur la version sortie sous ce nom au Japon, rendez-vous sur l'article Adventures of Lolo 2.
Adventures of Lolo est un jeu vidéo de réflexion développé par HAL Laboratory sorti en 1989 sur Nintendo Entertainment System. Le jeu reprend les niveaux des différentes versions japonaises de la série Eggerland.

## Histoire
Le jeu commence après l’enlèvement de Lala (une boule rose), la petite amie de Lolo (une boule bleue) par The Great Devil. Lolo se retrouve alors contraint de parcourir le palais de son ennemi dans le but de secourir Lala.

## Description du jeu
Le joueur parcourt un palais de 10 niveaux chacun composé de 5 salles, représentées en vue de dessus. Dans chaque pièce, Lolo doit collecter tous les cœurs dans le but d'ouvrir le coffre contenant la pierre qui le fera passer dans la salle suivante.
Les cœurs que ramasse Lolo peuvent lui permettre de tirer sur ses ennemis, ce qui les transforme en œuf pouvant être détruit, déplacé ou servant de flotteur sur l'eau, ou lui offrent la possibilité de créer un pont entre deux rives, d'avoir un marteau, ou une plaque flèche. Lolo possède aussi la possibilité de se suicider si la situation devient impossible à résoudre. Le joueur recommence alors la pièce jusqu'à ce que son nombre de continus soit épuisé.

## Postérité
Lolo et Lala font une apparition dans le deuxième monde de Kirby's Dream Land sur Game Boy, Kirby's Avalanche et Kirby Super Star sur Super Nintendo (et son remake sur Nintendo DS) et dans Kirby's Adventure sur NES (et son remake sur Game Boy Advance) sous les noms de Lololo et Lalala. L'introduction du jeu est aussi parodiée dans Super Meat Boy, lors de l'introduction du chapitre 3.